# Sapromyza verena
Sapromyza verena är en tvåvingeart som beskrevs av Becker 1919. Sapromyza verena ingår i släktet Sapromyza och familjen lövflugor.
Artens utbredningsområde är Ecuador. Inga underarter finns listade i Catalogue of Life.